# Mary E. Kail
Mary Elizabeth Kail (ur. 1828, zm. 28 stycznia 1890 w Waszyngtonie) – amerykańska poetka. Była córką Andrew Harpera i Mary McDermott-Roe. Ojciec poetki zmarł przedwcześnie, prawdopodobnie na malarię, kiedy Mary i jej siostra Virginia były jeszcze dziećmi. Siostry przeprowadziły się do Carroll County. W 1843 roku Mary poślubiła Gabriela Kaila (1814-88). W 1878 roku poetka pracowała jako edytorka Connotton Valley Times. Później była urzędniczką w Departamencie Skarbu, ale utraciła tę pracę w związku z reorganizacją administracji. Pisała hymny religijne. Wydała tomik Crown our Heroes and Other Poems. Napisała między innymi Odę pogrzebową generała Granta (General Grant Funeral Ode).